# Álex Gálvez
Alejandro Gálvez Jimena (ur. 6 czerwca 1989 w Grenadzie) – hiszpański piłkarz występujący na pozycji obrońcy w katarskim klubie Al-Khor. W swojej karierze grał także w takich zespołach jak CD Onda, CF Villanovense, Sporting Gijón, Rayo Vallecano, Werder Brema, Ibiza  oraz Rayo Vallecano.

## Statystyki kariery
(aktualne na dzień 6 maja 2019)
| Klub               | Sezon              | Liga               | Liga  | Liga   | Puchar kraju | Puchar kraju | Europa | Europa | Suma  | Suma   |
| Klub               | Sezon              | Liga               | Mecze | Bramki | Mecze        | Bramki       | Mecze  | Bramki | Mecze | Bramki |
| ------------------ | ------------------ | ------------------ | ----- | ------ | ------------ | ------------ | ------ | ------ | ----- | ------ |
| CF Villanovense    | 2009/10            | Segunda División B | 31    | 3      | 0            | 0            | –      | –      | 31    | 3      |
| Sporting Gijón B   | 2010/11            | Segunda División B | 34    | 3      | –            | –            | –      | –      | 34    | 3      |
| Sporting Gijón B   | 2011/12            | Segunda División B | 17    | 1      | –            | –            | –      | –      | 17    | 1      |
| Sporting Gijón     | 2011/12            | Primera División   | 12    | 2      | 2            | 0            | –      | –      | 14    | 2      |
| Rayo Vallecano     | 2012/13            | Primera División   | 28    | 0      | 2            | 0            | –      | –      | 30    | 0      |
| Rayo Vallecano     | 2013/14            | Primera División   | 26    | 2      | 4            | 0            | –      | –      | 30    | 2      |
| Werder Brema       | 2014/15            | Bundesliga         | 20    | 1      | 2            | 0            | –      | –      | 22    | 1      |
| Werder Brema       | 2015/16            | Bundesliga         | 21    | 1      | 3            | 0            | –      | –      | 24    | 1      |
| SD Eibar           | 2016/17            | Primera División   | 19    | 0      | 5            | 0            | –      | –      | 24    | 0      |
| SD Eibar           | 2017/18            | Primera División   | 4     | 1      | 2            | 0            | –      | –      | 6     | 1      |
| UD Las Palmas      | 2017/18            | Primera División   | 18    | 0      | 1            | 0            | –      | –      | 19    | 0      |
| Rayo Vallecano     | 2018/19            | Primera División   | 17    | 1      | 1            | 0            | –      | –      | 18    | 1      |
| Ogólnie w karierze | Ogólnie w karierze | Ogólnie w karierze | 247   | 15     | 22           | 0            | 0      | 0      | 269   | 15     |